# Henri de Royer
Pour les articles homonymes, voir de Royer-Dupré, Royer et Dupré.
Henri de Royer ou de Royer-Dupré est un cavalier français (29 octobre 1876 à Chartres - 8 décembre 1960 à Villiers-Saint-Benoît), détenteur du premier record du monde homologué de saut en longueur : en 1912, sur "Pick me up", Henri de Royer Dupré saute une rivière de 7,5 m.